# Evan Green
Evan James Green (Eastbourne, 13 marzo 1993) è un calciatore britannico naturalizzato gibilterriano, attaccante del Lions Gibraltar.

## Carriera

### Club
Ha giocato nel campionato gibilterriano con Gibraltar United, St. Joseph's, Boca e Lions Gibraltar.

### Nazionale
Dopo aver disputato 3 incontri non ufficiali agli Island Games 2015, ha debuttato in incontri FIFA il 3 settembre 2017 nella partita persa per 0-4 contro la Bosnia ed Erzegovina e valevole per le qualificazione al campionato del mondo 2018.

### Statistiche
| Cronologia completa delle presenze e delle reti in nazionale ― Gibilterra | Cronologia completa delle presenze e delle reti in nazionale ― Gibilterra | Cronologia completa delle presenze e delle reti in nazionale ― Gibilterra | Cronologia completa delle presenze e delle reti in nazionale ― Gibilterra | Cronologia completa delle presenze e delle reti in nazionale ― Gibilterra | Cronologia completa delle presenze e delle reti in nazionale ― Gibilterra | Cronologia completa delle presenze e delle reti in nazionale ― Gibilterra | Cronologia completa delle presenze e delle reti in nazionale ― Gibilterra |
| Data                                                                      | Città                                                                     | In casa                                                                   | Risultato                                                                 | Ospiti                                                                    | Competizione                                                              | Reti                                                                      | Note                                                                      |
| ------------------------------------------------------------------------- | ------------------------------------------------------------------------- | ------------------------------------------------------------------------- | ------------------------------------------------------------------------- | ------------------------------------------------------------------------- | ------------------------------------------------------------------------- | ------------------------------------------------------------------------- | ------------------------------------------------------------------------- |
| 3-9-2017                                                                  | Faro                                                                      | Gibilterra                                                                | 0 – 4                                                                     | Bosnia ed Erzegovina                                                      | Qual. Mondiali 2018                                                       | -                                                                         | 80’                                                                       |
| Totale                                                                    |                                                                           | Presenze                                                                  | 1                                                                         |                                                                           | Reti                                                                      | 0                                                                         |                                                                           |